# Латеральный подошвенный нерв

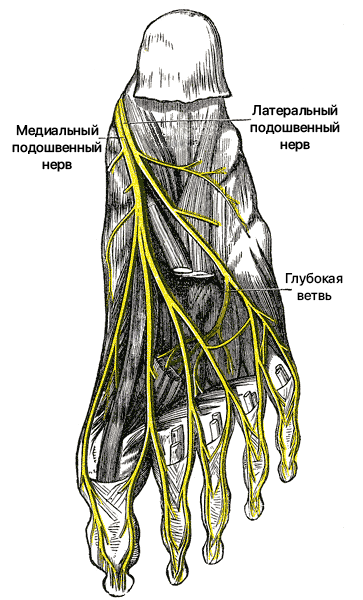
Подошвенные нервы

Латеральный (боковой) подошвенный нерв (nervus plantaris lateralis лат.) — является ветвью большеберцового нерва, который, в свою очередь, является ветвью седалищного нерва и иннервирует кожу пятого пальца стопы (мизинца) и боковой части четвертого пальца (общий подошвенный пальцевой нерв, который разделяется на два собственных подошвенных пальцевых нерва), а также большинство глубоких мышц. Его распределение аналогично распределению локтевого нерва в руке.
Следует в латеральной подошвенной борозде с боковой подошвенной артерией, лежащей между коротким сгибателем пальцев и квадратной мышцей подошвы, и в промежутке между сгибающей мышцей и минимальным отводящим пальцем делится на поверхностную и глубокую ветви. До своего деления он снабжает квадратную мышцу подошвы и отводящую мышцу мизинца.
Делится на глубокие и поверхностные ветви:
- Поверхностная ветвь – сенсорная ветвь, которая в свою очередь (также, как и большеберцовый нерв) делится на медиальную и латеральную ветви.
- Глубокая ветвь – двигательная (моторная) ветвь.